# Câu lạc bộ bóng đá Ngân hàng Đông Á
Câu lạc bộ bóng đá Ngân hàng Đông Á Thành phố Hồ Chí Minh, thường được gọi ngắn gọn là Ngân hàng Đông Á, từng là một câu lạc bộ bóng đá chuyên nghiệp có trụ sở tại Thành phố Hồ Chí Minh, Việt Nam. Đây là đội bóng kế thừa của đội bóng đá Công an Thành phố Hồ Chí Minh, một trong ba đội bóng lớn giàu truyền thống trước đây của Thành phố Hồ Chí Minh cùng với Hải Quan và Cảng Sài Gòn.

## Lịch sử
Câu lạc bộ được thành lập vào ngày 1 tháng 3 năm 2002 với lực lượng cầu thủ nòng cốt của đội bóng đá Công an Thành phố Hồ Chí Minh chuyển sang thi đấu chuyên nghiệp. Đội bóng được đặt dưới sự điều hành của Công ty Cổ phần Thể thao Đông Á, một đơn vị thuộc Ngân hàng thương mại cổ phần Đông Á.
Đội thi đấu mùa giải V-League đầu tiên vào năm 2002 bằng suất tham dự mà đội Công an Thành phố Hồ Chí Minh để lại, và cán đích ở vị trí thứ ba chung cuộc. Cuối năm 2003, Công ty Thép Pomina đặt vấn đề tài trợ cho đội bóng, tên gọi của câu lạc bộ theo đó được thay đổi thành Ngân hàng Đông Á – Thép Pomina (hay Đông Á Thép Pomina). Mặc dù đã có sự đầu tư mạnh về lực lượng với nhóm cầu thủ người Thái Lan, Đông Á Thép Pomina thi đấu không thành công và phải xuống hạng ở mùa giải 2004.
Tại mùa giải hạng Nhất Quốc gia 2005, câu lạc bộ đứng thứ ba trong tổng số 12 đội và đã có thể giành một suất thăng hạng trở lại V-League vào năm 2006. Tuy nhiên, vào tháng 8 năm 2005, đội đã bị phát hiện có liên đới đến một vụ bê bối hối lộ trọng tài trong giải đấu, dẫn đến việc huấn luyện viên trưởng Nguyễn Thành Vinh và giám đốc điều hành Vũ Tiến Thành bị bắt giam. Câu lạc bộ cũng bị tước quyền lên hạng chuyên nghiệp và rơi vào khủng hoảng về tài chính và lực lượng.
Ngày 23 tháng 12 năm 2005, Đông Á Thép Pomina được chuyển giao cho Đồng Tâm Long An và mang tên mới là Sơn Đồng Tâm Long An, tiếp tục thi đấu ở giải hạng Nhất 2006. Sau khi mùa bóng 2006 kết thúc, Sơn Đồng Tâm Long An lại được chuyển tiếp cho Công ty Trách nhiệm hữu hạn Thể thao Hoàng Phát quản lý để thành lập Câu lạc bộ bóng đá Xi măng Vinakansai Ninh Bình.

## Thành tích thi đấu
| Chú giải màu sắc | Chú giải màu sắc |
| ---------------- | ---------------- |
| Vô địch          |                  |
| Á quân           |                  |
| Hạng ba          |                  |
| Hạng tư          |                  |
| Thăng hạng       |                  |
| Xuống hạng       |                  |

| 2003 |  |  | Thứ 9  | 22 | 7  | 7  | 8  | 23 | 25 | 28 |
| 2004 |  |  | Thứ 12 | 22 | 4  | 6  | 12 | 22 | 38 | 18 |
| 2005 |  |  | Thứ 3  | 22 | 10 | 9  | 3  | 28 | 18 | 39 |
| 2006 |  |  | Thứ 6  | 26 | 7  | 12 | 7  | 31 | 29 | 33 |